# Estheria latigena
Estheria latigena là một loài ruồi trong họ Tachinidae.